# Sisimiut Isortuat

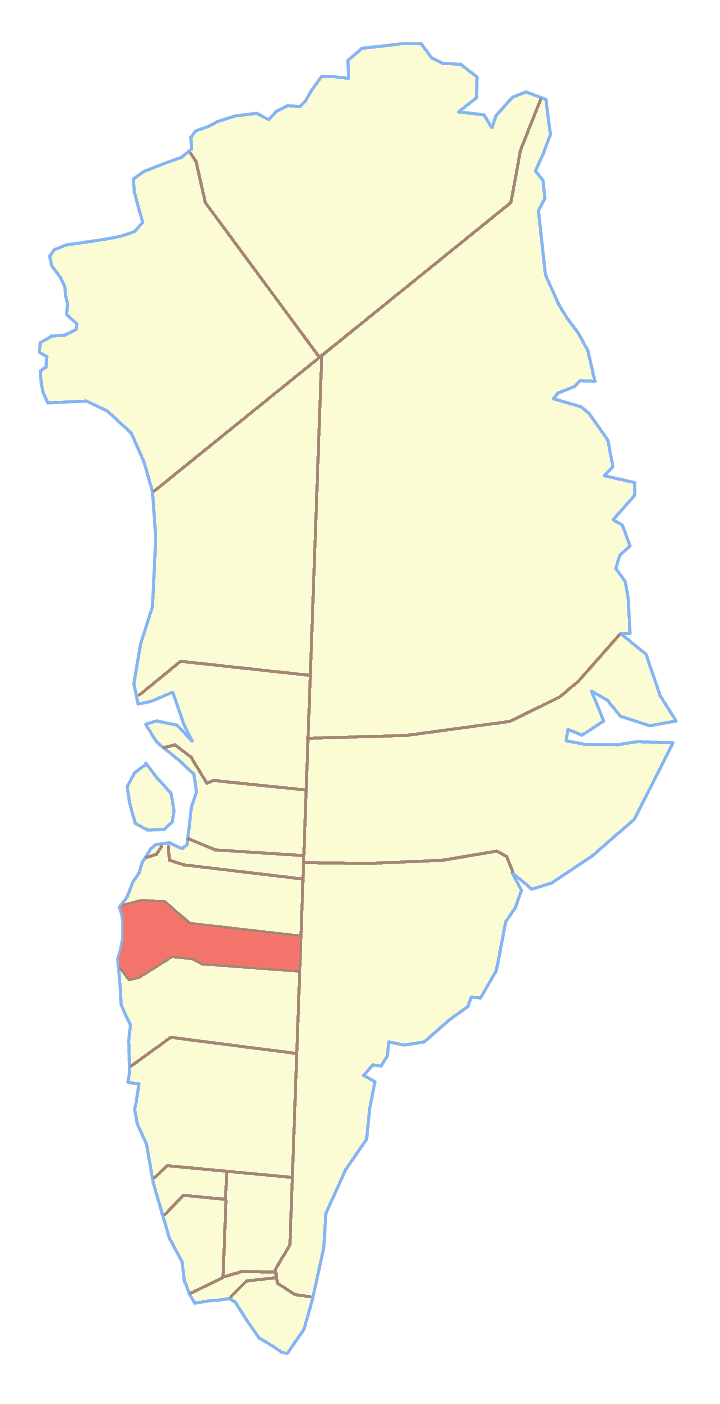
Ex comune di Sisimiut, dove si trovava il Sisimiut Isortuat

Il Sisimiut Isortuat (danese Nordre Isortoq) è un fiordo della Groenlandia di 135 km. Si trova a 67°16'N 53°10'O; appartiene al comune di Queqqata. 